# ダイナアクトレス
ダイナアクトレス（欧字名:Dyna Actress、1983年5月4日 - 2012年3月1日）は、日本の競走馬、繁殖牝馬。主な勝ち鞍に1985年の函館3歳ステークス、1987年の毎日王冠、京王杯オータムハンデキャップ、1988年のスプリンターズステークス、京王杯スプリングカップ。
1987年、1988年のJRA賞最優秀5歳以上牝馬に選出された。最優秀主演女優と呼ばれた。
馬名は馬主の冠名「ダイナ」に、英語で「女優」を意味する「Actress」を加えたもの。母名モデルスポートからの連想に加え、本馬の出資者の1人に女優の南田洋子がいたことに由来する。

## 経歴

### 生い立ち
1983年に社台ファーム千歳で生まれる。父は当時のリーディングサイアーであるノーザンテースト、母は1978年の優駿賞最優秀4歳牝馬モデルスポートという良血馬で、デビュー前から注目を集めていた。一方で幼駒の頃から非常に気性が荒かったといい、当時の馴致担当者であった後藤正俊（競馬ライター）はロデオのように何度も振り落とされ、「見てる人間は『凄いバネだな。これは大物になるぞ』なんて他人事のように笑っているが、乗っている人間はたまったもんじゃない」と述懐している。

### 戦績

#### 3-4歳（1985-1986年）
1985年、母と同じ矢野進厩舎に入り、8月11日、函館でデビュー。初戦を5馬身差で圧勝すると、続くすずらん賞、函館3歳ステークスをそれぞれ6、5馬身差で制する。函館3歳ステークスの競走後、深管不安により3戦のみでシーズンを終えたが、圧倒的なスピードに、翌4歳シーズンには牡馬相手となる皐月賞、東京優駿（日本ダービー）への出走も検討された。
迎えた1986年春、前年の最優秀3歳牝馬メジロラモーヌに勝利することを念頭に、陣営は牝馬クラシック路線を選択。桜花賞への前哨戦として、すみれ賞で復帰した。しかし発走前に枠入りを執拗に嫌がり、さらに枠内で後ろ脚を蹴り上げてゲート側面の台に乗り上げ、パニック状態となる。馬体検査の結果、異常なしとされてレースに臨んだが、最下位と大敗した。競走後には枠入り不良を理由に、日本中央競馬会 (JRA) より1ヶ月間の出走停止と調教再審査を言い渡され、桜花賞へ出走する機会を失った。
続く優駿牝馬（オークス）での巻き返しを期して、美浦トレーニングセンターを離れ、オークス開催場の東京競馬場での調整が図られた。しかし馬が環境変化に順応できず、ストレスの掛かるゲート練習が続いたために体調を崩す。メジロラモーヌとの初対戦となったサンスポ賞4歳牝馬特別（オークストライアル）では、同馬から1馬身半差の2着、続く優駿牝馬（オークス）でも同じく3着に敗れ、クラシック制覇は成らなかった。
休養を経ての秋初戦ローズステークスでメジロラモーヌとの3度目の対決になるはずだったが、競走前の最終調教で股関節を痛めて出走を取り消し、そのまま4歳シーズンを終えた。その後メジロラモーヌは史上初の牝馬三冠を達成。当年を限りに競走生活から退いている。

#### 5-6歳（1987-1988年）
半年の休養を経ての復帰戦・京王杯スプリングカップでは9番人気という評価だったが、ニッポーテイオーの2着と好走する。続くGI安田記念では、苦手の重馬場ながら5着と健闘し、健在を示す。しかし1番人気に推された阪急杯では騎手との折り合いを欠き、14着と大敗した。
秋初戦の京王杯オータムハンデキャップで、騎手が岡部幸雄に乗り代わる。ダイナアクトレスはこのレースで、1分32秒2という芝1600メートルの世界タイレコード（当時）を記録し、約2年振りの勝利を挙げた。続く天皇賞（秋）の前哨戦、毎日王冠でも牡馬の一線級を降して重賞2連勝を飾る。しかし本番の天皇賞では重馬場を苦にして8着と敗れた。
次走はジャパンカップに向かったが、古馬の筆頭格であるニッポーテイオーがマイルチャンピオンシップに向かったほか、メリーナイスやサクラスターオーといった4歳のクラシック優勝馬もこれを回避したため、上位人気を外国馬が独占し、ダイナアクトレスは9番人気という評価になった。しかし後方待機から直線で追い込み、1番人気のトリプティクなどを抑えて日本馬最先着となる3着となった。2番人気に推された有馬記念では7着に敗れるが、牡馬に混じって通年の活躍が評価されて当年の最優秀5歳以上牝馬に選出、母仔二代の年度表彰受賞馬となった。
翌年も現役を続行し、中山競馬場の観客スタンド改修工事のため、東京競馬場1400ｍで施行された3月のスプリンターズステークス（当時GII）を勝利、続いて前年ニッポーテイオーに敗れた京王杯スプリングカップを、今度は同馬を破って勝利する。しかし安田記念では再びニッポーテイオーの2着に敗れた。秋になって第39回毎日王冠から始動するも、発走直前にシリウスシンボリに蹴飛ばされるというアクシデントもあり、オグリキャップの5着に敗れた。天皇賞はタマモクロスの4着と好走、その後は2年連続のジャパンカップ出走が予定されていたが、脚部の疲労が見られたため、この競走を最後に競走馬引退となった。この年は重賞2勝、GI競走の2着1回という成績で、年明けには2年連続の最優秀5歳以上牝馬に選出された。

### 引退後
引退決定に際して矢野進調教師が、「どんな距離でもいい、どこの競馬場でもいいから、もう一度ラモーヌと対戦したかった。(本格化した)古馬になってからなら、どんな条件でも負けない自信があった。」と同馬の能力を評した。故郷・社台ファームで繁殖生活に入ったダイナアクトレスは、初仔として重賞2勝を挙げたステージチャンプ、2番仔にやはり重賞2勝のプライムステージを送り出し、改めて名牝としての評価を確立した。他の産駒も繁殖として成功を見せており、1993年に出産したランニングヒロインは2008年のジャパンカップ等を制したスクリーンヒーローを、1995年に出産したトレアンサンブルは、2006年の中山大障害、2008年の中山グランドジャンプを制したマルカラスカルを出した。プライムステージの産駒アブソリュートは2009年の東京新聞杯を制し、モデルスポートから母仔4代に渡っての重賞勝利を達成した。また同年10月、名前の由来となった南田洋子が死去した当週には、東京の準メイン競走で孫のトリビュートソングが勝利、メイン競走の富士ステークスでアブソリュートが重賞2勝目を挙げる出来事もあった。
ダイナアクトレスは2005年に繁殖牝馬を引退し、以後は社台ファームのスタッフの自宅に引き取られ余生を過ごした。
2012年3月1日に死亡。29歳没。正式な訃報は出ておらず、死因は不明である。

## 競走成績
| 年月日 | 年月日 | 年月日 |      | レース名          | 格   | 頭数 | 人気 | 着順 | 距離（状態）  | タイム  | （3F） | 着差    | 騎手     | 斤量 [kg] | 勝ち馬/（2着馬）       |
| 1985   | 8.     | 11     | 函館 | 3歳新馬           |      | 5    | 1    | 01着 | 芝1000m（良） | 00:59.0 | (35.7) | 5身     | 東信二   | 53        | （グリーンアデッカ）   |
|        | 9.     | 8      | 函館 | すずらん賞        | OP   | 5    | 1    | 01着 | 芝1000m（不） | 01:00.0 | (36.6) | 6身     | 東信二   | 53        | （メイショウタイテイ） |
|        | 9.     | 22     | 函館 | 函館3歳S          | GIII | 9    | 1    | 01着 | 芝1200m（良） | 01:10.3 | (35.5) | 5身     | 東信二   | 53        | （ダイナカンパリー）   |
| 1986   | 3.     | 22     | 中山 | すみれ賞          | OP   | 8    | 2    | 08着 | 芝1200m（稍） | 01:14.0 | (36.1) | 4.0秒   | 東信二   | 55        | ゲイリーマッハ         |
|        | 4.     | 27     | 東京 | 4歳牝馬特別（東） | GII  | 15   | 4    | 02着 | 芝1800m（良） | 01:51.0 | (36.1) | 0.2秒   | 柴崎勇   | 54        | メジロラモーヌ         |
|        | 5.     | 18     | 東京 | 優駿牝馬          | GI   | 22   | 2    | 03着 | 芝2400m（良） | 02:30.3 | (38.2) | 0.7秒   | 柴崎勇   | 55        | メジロラモーヌ         |
|        | 10.    | 12     | 京都 | ローズS           | GII  | 13   |      | 取消 | 芝2000m（良） |         |        |         | 岩元市三 | 55        | メジロラモーヌ         |
| 1987   | 4.     | 26     | 東京 | 京王杯スプリングC | GII  | 18   | 9    | 02着 | 芝1400m（良） | 01:22.1 | (34.5) | 0.3秒   | 東信二   | 54        | ニッポーテイオー       |
|        | 5.     | 17     | 東京 | 安田記念          | GI   | 19   | 4    | 05着 | 芝1600m（重） | 01:36.3 | (37.7) | 0.6秒   | 東信二   | 55        | フレッシュボイス       |
|        | 6.     | 7      | 阪神 | 阪急杯            | GIII | 18   | 1    | 14着 | 芝1400m（良） | 01:23.7 | (37.8) | 1.4秒   | 岩元市三 | 55        | セントシーザー         |
|        | 9.     | 13     | 中山 | 京王杯オータムH   | GIII | 10   | 1    | 01着 | 芝1600m（良） | R1:32.2 | (34.5) | 3 1/2身 | 岡部幸雄 | 56        | （アイランドゴッデス） |
|        | 10.    | 11     | 東京 | 毎日王冠          | GII  | 12   | 2    | 01着 | 芝1800m（良） | 01:46.1 | (34.5) | アタマ  | 岡部幸雄 | 55        | （ウインドストース）   |
|        | 11.    | 1      | 東京 | 天皇賞（秋）      | GI   | 14   | 2    | 08着 | 芝2000m（重） | 02:01.2 | (36.9) | 1.5秒   | 岡部幸雄 | 56        | ニッポーテイオー       |
|        | 11.    | 29     | 東京 | ジャパンカップ    | GI   | 14   | 9    | 03着 | 芝2400m（良） | 02:25.1 | (35.2) | 0.2秒   | 岡部幸雄 | 55        | ルグロリュー           |
|        | 12.    | 27     | 中山 | 有馬記念          | GI   | 16   | 2    | 07着 | 芝2500m（良） | 02:34.3 | (36.1) | 0.4秒   | 岡部幸雄 | 55        | メジロデュレン         |
| 1988   | 3.     | 20     | 東京 | スプリンターズS   | GII  | 13   | 1    | 01着 | 芝1400m（良） | 01:21.9 | (35.2) | 1 1/2身 | 的場均   | 56        | （セントシーザー）     |
|        | 4.     | 24     | 東京 | 京王杯スプリングC | GII  | 9    | 1    | 01着 | 芝1400m（良） | 01:21.4 | (35.1) | アタマ  | 岡部幸雄 | 56        | （ニッポーテイオー）   |
|        | 5.     | 15     | 東京 | 安田記念          | GI   | 12   | 2    | 02着 | 芝1600m（良） | 01:34.4 | (35.5) | 0.2秒   | 河内洋   | 55        | ニッポーテイオー       |
|        | 10.    | 9      | 東京 | 毎日王冠          | GII  | 11   | 2    | 05着 | 芝1800m（稍） | 01:50.1 | (36.9) | 0.9秒   | 岡部幸雄 | 56        | オグリキャップ         |
|        | 10.    | 30     | 東京 | 天皇賞（秋）      | GI   | 13   | 3    | 04着 | 芝2000m（良） | 01:59.6 | (35.3) | 0.9秒   | 岡部幸雄 | 56        | タマモクロス           |

- タイム欄のRはレコード勝ちを示す。

## 産駒一覧
|        | 生年   | 馬名               | 性 | 毛色   | 父                 | 戦績                                               |
| ------ | ------ | ------------------ | -- | ------ | ------------------ | -------------------------------------------------- |
| 初仔   | 1990年 | ステージチャンプ   | 牡 | 黒鹿毛 | リアルシャダイ     | 32戦4勝 日経賞、ステイヤーズS                      |
| 2番仔  | 1992年 | プライムステージ   | 牝 | 黒鹿毛 | サンデーサイレンス | 12戦3勝 札幌3歳S、フェアリーS 産駒にアブソリュート |
| 3番仔  | 1993年 | ランニングヒロイン | 牝 | 鹿毛   | サンデーサイレンス | 2戦0勝 産駒にスクリーンヒーロー                    |
| 4番仔  | 1995年 | トレアンサンブル   | 牝 | 鹿毛   | トニービン         | 2戦0勝 産駒にマルカラスカル                        |
| 5番仔  | 1996年 | ラグタイムサンデー | 騸 | 鹿毛   | サンデーサイレンス | 8戦1勝                                             |
| 6番仔  | 1997年 | サイキョウロマン   | 牝 | 栗毛   | サンデーサイレンス | 18戦1勝                                            |
| 7番仔  | 1998年 | ステージトゥラン   | 牝 | 栗毛   | ブライアンズタイム | 15戦1勝                                            |
| 8番仔  | 1999年 | アクトナチュラリー | 牡 | 栗毛   | サンデーサイレンス | 53戦3勝                                            |
| 9番仔  | 2001年 | セットフレイズ     | 牡 | 鹿毛   | エリシオ           | 72戦11勝（うち地方68戦11勝）                       |
| 10番仔 | 2002年 | リリックステージ   | 牝 | 黒鹿毛 | スペシャルウィーク | 不出走                                             |
| 11番仔 | 2004年 | ナンヨーヘブン     | 牡 | 鹿毛   | スペシャルウィーク | 5戦1勝                                             |
| 12番仔 | 2005年 | ベストロケーション | 牝 | 芦毛   | クロフネ           | 24戦5勝 産駒にベストアクター                       |

## 評価・特徴
前述の通り牡馬クラシック出走も検討され、社台グループ総帥の吉田善哉より「ノーザンテーストの最高傑作になるかも知れない」と評されたほどの大器であったが、GI競走に優勝することはできなかった。管理した矢野進は「一度でいいから万全の状態でラモーヌと戦わせてみたかった。あれだけの馬だから、GIのひとつは獲らせてやりたかった」と回想している。
最大の長所として旺盛な闘争心と勝負根性が挙げられるが、気負い過ぎての敗戦もあり、5歳秋以降に手綱を執った岡部幸雄は、自著の中で本馬を「国際級の実力を持つ牝馬」と評した上で、「ちょっとしたことで明暗が分かれかねない紙一重の部分があった」と述べている。また、若駒への教育の重要性を説く材料として取り上げ、「馬それぞれで、競馬を教えることができるタイプと難しいタイプがいるが、アクトレスなど感触としては前者だった」「最初から強い競馬をするのではなく、将来を考えた競馬をさせていれば、アクトレスの競走馬生活はまた違ったものになっていたのではないかと思う」と述べている。

## 血統表
| ダイナアクトレスの血統                        | ダイナアクトレスの血統                                 | ダイナアクトレスの血統                                 | （血統表の出典）                                       | （血統表の出典） |
| 父系                                          | ノーザンテースト系                                     | ノーザンテースト系                                     | ノーザンテースト系                                     |                  |
| 父 *ノーザンテースト Northern Taste 1971 栗毛 | 父の父Northern Dancer 1961 鹿毛                        | Nearctic                                               | Nearco                                                 | Nearco           |
| 父 *ノーザンテースト Northern Taste 1971 栗毛 | 父の父Northern Dancer 1961 鹿毛                        | Nearctic                                               | Lady Angela                                            |                  |
| 父 *ノーザンテースト Northern Taste 1971 栗毛 | 父の父Northern Dancer 1961 鹿毛                        | Natalma                                                | Native Dancer                                          | Native Dancer    |
| 父 *ノーザンテースト Northern Taste 1971 栗毛 | 父の父Northern Dancer 1961 鹿毛                        | Natalma                                                | Almahmoud                                              |                  |
| 父 *ノーザンテースト Northern Taste 1971 栗毛 | 父の母Lady Victoria 1962 黒鹿毛                        | Victoria Park                                          | Chop Chop                                              | Chop Chop        |
| 父 *ノーザンテースト Northern Taste 1971 栗毛 | 父の母Lady Victoria 1962 黒鹿毛                        | Victoria Park                                          | Victoriana                                             |                  |
| 父 *ノーザンテースト Northern Taste 1971 栗毛 | 父の母Lady Victoria 1962 黒鹿毛                        | Lady Angela                                            | Hyperion                                               | Hyperion         |
| 父 *ノーザンテースト Northern Taste 1971 栗毛 | 父の母Lady Victoria 1962 黒鹿毛                        | Lady Angela                                            | Sister Sarah                                           |                  |
| 母 モデルスポート 1975 黒鹿毛                 | 母の父*モデルフール Model Fool 1963 黒鹿毛             | Tom Fool                                               | Menow                                                  | Menow            |
| 母 モデルスポート 1975 黒鹿毛                 | 母の父*モデルフール Model Fool 1963 黒鹿毛             | Tom Fool                                               | Gaga                                                   |                  |
| 母 モデルスポート 1975 黒鹿毛                 | 母の父*モデルフール Model Fool 1963 黒鹿毛             | Model Joy                                              | War Jeep                                               | War Jeep         |
| 母 モデルスポート 1975 黒鹿毛                 | 母の父*モデルフール Model Fool 1963 黒鹿毛             | Model Joy                                              | Model Beauty                                           |                  |
| 母 モデルスポート 1975 黒鹿毛                 | 母の母*マジックゴディス Magic Goddess 1968 栗毛        | Red God                                                | Nasrullah                                              | Nasrullah        |
| 母 モデルスポート 1975 黒鹿毛                 | 母の母*マジックゴディス Magic Goddess 1968 栗毛        | Red God                                                | Spring Run                                             |                  |
| 母 モデルスポート 1975 黒鹿毛                 | 母の母*マジックゴディス Magic Goddess 1968 栗毛        | Like Magic                                             | Sun Again                                              | Sun Again        |
| 母 モデルスポート 1975 黒鹿毛                 | 母の母*マジックゴディス Magic Goddess 1968 栗毛        | Like Magic                                             | Grand League                                           |                  |
| 母系(F-No.)                                   | マジックゴディス系(FN:1-s)                             | マジックゴディス系(FN:1-s)                             | マジックゴディス系(FN:1-s)                             | [ § 2 ]          |
| 5代内の近親交配                               | Nearco 4×5、Lady Angela 4･3（父内）、Menow 4･5（母内） | Nearco 4×5、Lady Angela 4･3（父内）、Menow 4･5（母内） | Nearco 4×5、Lady Angela 4･3（父内）、Menow 4･5（母内） |                  |
| 出典                                          | 1. 2.                                                  | 1. 2.                                                  | 1. 2.                                                  | 1. 2.            |

父は11年連続の中央競馬リーディングサイアーを獲得した名種牡馬。母は前述の通り1978年の最優秀4歳牝馬であり、牝馬東京タイムズ杯、ダービー卿チャレンジトロフィーを制している。1歳上の全兄に当たるサクラテルノオーは1勝に終わったが、良血を買われて種牡馬となり、1995年の新潟3歳ステークス優勝馬タヤスダビンチなどの産駒がいる。